# Cerebratulus antillensis
Cerebratulus antillensis är en djurart som tillhör fylumet slemmaskar, och som beskrevs av Ernest F. Coe 1901. Cerebratulus antillensis ingår i släktet fläsknemertiner, och familjen Cerebratulidae. Inga underarter finns listade i Catalogue of Life.